# Unterseeboot type U 27 (Autriche-Hongrie)
Pour les articles homonymes, voir Unterseeboot type U 27.
Le Unterseeboot type U 27 était une classe de huit sous-marins (Unterseeboot) construits et exploités par la marine austro-hongroise (en allemand : Kaiserliche und Königliche Kriegsmarine ou K.u.K. Kriegsmarine) pendant la Première Guerre mondiale. La classe était basée sur la conception allemande de type UB II de la marine impériale allemande et a été construite sous licence en Autriche-Hongrie.

## Historique
Après que la marine austro-hongroise ait satisfait ses besoins les plus urgents en sous-marins après le déclenchement de la Première Guerre mondiale, elle a choisi au milieu de l’année 1915 la conception allemande de type UB II pour son prochain groupe de sous-marins. Les commandes pour les six premiers bateaux ont été passées en octobre 1915 à la société autrichienne Cantiere Navale Triestino et à la société hongroise Ganz Danubius. Deux autres bateaux ont été commandés en 1916, portant le total de la classe à huit.
Les bateaux mesuraient un peu plus de 37 m de long et étaient armés de deux tubes lance-torpilles d’étrave, d’un canon de pont et d’une mitrailleuse. Pour la propulsion, ils étaient équipés de deux moteurs Diesel pour la navigation en surface et de deux moteurs électriques pour la navigation en plongée. Bien que la classe soit basée sur la conception allemande, les sous-marins austro-hongrois étaient plus lourds et légèrement plus rapides sous l’eau, mais moins lourdement armés que leurs homologues allemands
Les huit bateaux ont été mis en service dans la marine austro-hongroise entre 1917 et 1918 et ont été en service actif pendant le reste de la guerre. Le SM U-27 et le SM U-28 ont connu le plus de succès respectivement en termes de navires coulés et de tonneaux de jauge brute coulés. Deux bateaux n’ont coulé qu’un seul navire chacun, et un troisième, le SM U-30, n’a coulé aucun navire. L'U-30 est également le seul bateau de la classe à avoir été perdu pendant la guerre. Les sept autres ont été cédés à la France et à l’Italie à titre de réparations de guerre et six ont été mis au rebut en 1920. Le septième a coulé alors qu’il était remorqué à Bizerte pour être mis à la casse.

## Contexte
La flotte de sous-marins de l’Autriche-Hongrie était en grande partie obsolète au début de la Première Guerre mondiale. La marine austro-hongroise a satisfait ses besoins les plus urgents en achetant à l’Allemagne cinq sous-marins de type UB I qui constituaient la classe U-10, en renflouant et en remettant en service le sous-marin français coulé Curie en tant qu'U-14, et en construisant quatre sous-marins de type U 20 qui étaient basés sur la classe Havmanden danoise de 1911.
Après que ces mesures aient atténué leurs besoins les plus urgents, la marine austro-hongroise a choisi au milieu de l’année 1915 le modèle allemand de type UB II pour ses nouveaux sous-marins. Les Allemands étaient réticents à allouer leurs ressources de guerre à la construction navale austro-hongroise, mais étaient prêts à vendre des plans pour jusqu’à six des bateaux UB II à construire sous licence en Autriche-Hongrie. La marine austro-hongroise a accepté la proposition et a acheté les plans à AG Weser de Brême.

## Conception

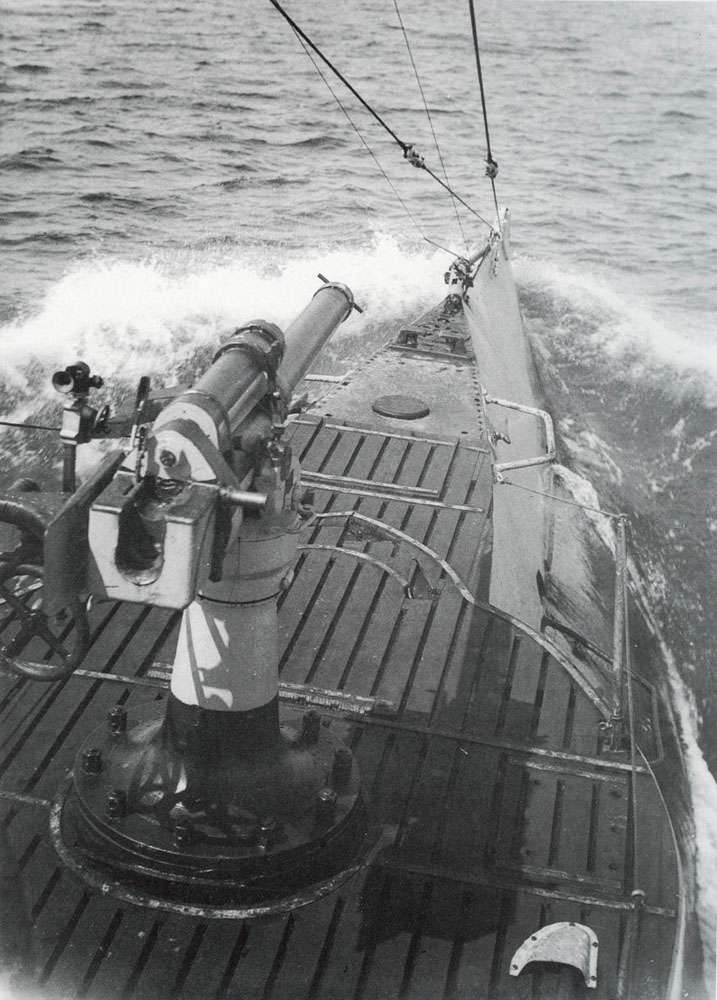
Canon de pont de 75 mm, ici à bord du k.u.k SM U-5

Les sous-marins de type U 27 étaient des sous-marins côtiers qui déplaçaient 264 tonnes en surface et 301 tonnes en immersion. Les bateaux avaient une seule coque avec des réservoirs de ballasts en selle et mesuraient 36,91 m de long avec une largeur de 4,37 m et un tirant d'eau de 3,71 m. Pour la propulsion, ils comportaient deux arbres d'hélice, deux moteurs Diesel de 270 ch (200 kW) pour faire route en surface et deux moteurs électriques de 280 ch (210 kW) pour les déplacements en immersion. Les bateaux étaient capables d’atteindre 9 nœuds (16,7 km/h) en surface et 7,5 nœuds (13,9 km/h) en immersion. Bien qu’il n’y ait pas de notation spécifique d’une autonomie pour le type U 27, les bateaux allemands UB II, sur lesquels la classe était basée, avaient une autonomie de plus de 6000 milles marins à 5 nœuds (11000 km à 9,3 km/h) en surface et de 45 milles marins (83 km) à 4 nœuds (7,4 km/h) en immersion. Les bateaux de type U 27 ont été conçus pour un équipage de 23 à 24 personnes.
Les sous-marins de type U 27 étaient armés de deux tubes lance-torpilles de de 45 cm à la proue et transportaient un total de quatre torpilles. Ils étaient également équipés d’un canon de pont de 75 mm/26 calibres et d’une mitrailleuse de 8 mm.

### Différences avec les sous-marins de type UB II
Bien que la conception du type U 27 soit basée sur le sous-marin allemand de type UB II, il y avait quelques différences entre les deux conceptions. Les bateaux austro-hongrois étaient légèrement plus lourds que leurs homologues allemands, de seulement 1 tonne en surface, mais de 9 tonnes en immersion. Les bateaux UB II étaient plus courts d’environ 0,91 m, mais presque identiques en largeur et en tirant d’eau. Les deux types de sous-marins avaient la même vitesse de 9 nœuds (17 km/h) en surface, mais les bateaux austro-hongrois étaient plus rapides sous l’eau de 1,5 nœud (2,8 km/h), même si les moteurs électriques des deux classes avaient une puissance comparable. Les bateaux allemands étaient généralement plus lourdement armés que leurs cousins austro-hongrois, et disposaient de deux tubes lance-torpilles plus grands (50 cm contre 45 cm) et beaucoup arboraient un canon de pont plus grand (88 mm contre 75 mm).

## Construction
Une fois les plans achetés, la marine austro-hongroise entama les négociations politiques complexes pour attribuer les six navires, qui devaient être désignés U-27 à U-32, entre les entreprises autrichiennes et hongroises. Sur la commande initiale de six bateaux, deux ont été attribués à la société autrichienne Cantiere Navale Triestino (CNT) opérant à partir du chantier naval de Pola, et le reste à la société hongroise de Ganz Danubius à Fiume. La marine commanda les six premiers bateaux de la classe le 12 octobre 1915.
Les six premiers bateaux ont tous été mis en chantier entre la fin de 1915 et le début de 1916. Plus tard en 1916, le septième bateau de la classe, l'U-40, fut mis en chantier après avoir été offert à la Marine par l'Österreichischen Flottenverein, et un huitième, l'U-41, en remplacement de l'U-6 qui avait été perdu en mai. Les septième et huitième bateaux ont été construits par CNT au chantier naval de Pola. Les pénuries de main-d'œuvre et de matériaux ont affecté les sous-traitants et, par conséquent, les dates de livraison des bateaux n’ont pas été respectées. Cependant, les six premiers bateaux étaient tous entrés en service au milieu de l’année 1917.
Le premier de la classe à être lancé fut l'U-27 le 19 octobre 1916, suivi de près par l'U-29 trois jours plus tard. Le dernier bateau lancé fut l'U-41 le 11 novembre 1917. Les sous-marins de type U 27 ont été les derniers sous-marins de construction nationale achevés pour la marine austro-hongroise.

## Carrière
Tous les sous-marins du type U 27, les plus nombreux de toutes les classes de sous-marins austro-hongrois, ont été en service actif, et tous les bateaux sauf un ont connu des succès en temps de guerre. L'U-30 n’a coulé aucun navire au cours de sa carrière et a disparu après la fin du mois de mars 1917. Ce fut le seul bateau de la classe à être perdu pendant la guerre. L'U-41 a eu peu de succès, coulant un seul navire. À l’autre extrémité du spectre, l'U-27, le navire de tête de la classe, a coulé le plus grand nombre de navires (34) et l'U-28 a coulé le plus grand tonnage (44743 TJB).
À la fin de la guerre, les U-27 et U-32 se rendirent à Pola, tandis que les U-28 et U-40 se rendirent à Venise. Ces quatre bateaux ont été cédés à l’Italie en guise de réparations de guerre et ont été mis au rebut en 1920. Les U-29, U-31 et U-41 étaient la moitié des six sous-marins présents à Cattaro et ont tous été attribués à la France. Les bateaux furent remorqués de Cattaro à Bizerte, mais l'U-29 sombra en route. L'U-31, l'U-41 et les autres furent mis au rebut dans les douze mois suivant leur arrivée.

## Navires de la classe

### SMU-27
L'U-27, le navire de tête de la classe, a été construit par la firme autrichienne Cantiere Navale Triestino (CNT) au chantier naval de Pola et lancé le 19 octobre 1916. Il fut mis en service le 24 février 1917. Pendant la guerre, il coula le destroyer britannique Phoenix, endommagea le destroyer japonais Sakaki et coula ou captura 34 autres navires totalisant 14325 tonneaux de jauge brute. L'U-27 s’est rendu à Pola à la fin de la guerre, a été remis à l’Italie en réparation de guerre en 1919 et a été démantelé l’année suivante. Conway’s All the World’s Fighting Ships 1906-1921 qualifie l'U-27 de « sous-marin le plus performant de l’Autriche-Hongrie ».

### SMU-28
L'U-28 a été construit par CNT au chantier naval de Pola et lancé le 8 janvier 1917. Le bateau a été mis en service le 26 juin 1917. Sous le commandement de Zdenko Hudeček, l'U-28 coula dix navires pour un total de 44743 TJB et en endommagea 5592 autres TJB. Il s’est rendu aux Italiens à Venise en 1919 et fut mis au rebut en 1920.

### SMU-29
L'U-29 a été construit par la firme hongroise Ganz Danubius à Fiume et fut lancé le 21 octobre 1916. Il fut mis en service le 21 janvier 1917, le premier de la classe à être mis en service. Sous le commandement de Leo Prásil, l'U-29 coula trois vapeurs britanniques (14784TJB) et endommagea le croiseur protégé britannique Edgar. L'U-29 était à Cattaro à la fin de la guerre et fut attribué à la France comme réparation de guerre en 1920, mais il a sombré alors qu’il était remorqué à Bizerte pour être mis au rebut.

### SMU-30
L'U-30 a été construit par Danubius à Fiume, lancé le 27 décembre 1916 et mis en service le 17 février 1917. Le bateau, sous le commandement du Linienschiffsleutnant Friedrich Fähndrich, quitta Cattaro le 31 mars 1917 et ne fut plus jamais revu. L'U-30 n’a coulé aucun navire au cours de sa brève carrière.

### SMU-31
L'U-31 a été construit par Danubius à Fiume et fut lancé le 28 mars 1917. Il fut mis en service le 24 avril 1917. En plus d’endommager le croiseur léger britannique Weymouth en octobre 1918, lors de la bataille de Durrës, l'U-31 coula deux navires italiens totalisant 4088 tonneaux de jauge brute. Il a été ferraillé à Bizerte après avoir été attribué à la France en 1920.

### SMU-32
L'U-32 a été construit par Danubius à Fiume et lancé le 11 mai 1917. Le bateau a été mis en service le 29 juin 1917. L'U-32 toucha cinq navires de 6788 TJB, en coulant quatre et en endommageant un. À Pola, à la fin de la guerre, le bateau a été remis à l’Italie et mis au rebut en 1920.

### SMU-40
L'U-40 a été commandé après que les fonds nécessaires à l’achat du bateau aient été offerts par la Österreichischen Flottenverein à la marine austro-hongroise. Il a été construit par CNT au chantier naval de Pola, lancé le 21 avril 1917 et mis en service le 4 août 1917. Pendant la guerre, l'U-40 coula trois navires et en endommagea trois autres, touchant un total de 23950 TJB de navires du Commonwealth. Le destroyer italien  Ardea prétendit avoir coulé l'U-40 lors d’une attaque à la grenade anti-sous-marine le 26 avril 1918, mais le bateau fut rendu à l’Italie à Venise en 1919 et démantelé.

### SMU-41
L'U-41 a été commandé en remplacement du SM U-6 qui avait été coulé en mai 1916. Il a été construit par CNT au chantier naval de Pola et lancé le 11 novembre 1917. Pendant la construction, l'U-41 a été rallongé d’environ 30 centimètres pour accueillir les moteurs Diesel qui devaient être installés dans l'U-6. L'U-41 a été mis en service le 19 février 1918, le dernier bateau de la classe et le dernier bateau austro-hongrois achevé et mis en service dans la marine austro-hongroise. L'U-41 a coulé un seul vapeur français de 4604 TJB au cours de sa courte carrière en temps de guerre et était à Cattaro à la fin de la guerre. Il a été cédé à la France en 1920 et remorqué à Bizerte, où il a été ferraillé dans l’année.